# Helminthoglyptidae
Die Helminthoglyptidae sind eine Familie aus der Unterordnung der Landlungenschnecken (Stylommatophora). Ihr Vorkommen ist auf das südliche und südwestliche Nordamerika beschränkt. Es sind über 100 Arten der Familie beschrieben. Die ältesten Vertreter der Familie stammen aus dem oberen Eozän (Paläogen).

## Merkmale
Die Gehäuse sind kugelig bis abgeflacht, mit einer schräg gestellten ovalen bis elliptischen Mündung. Meist ist ein umgeschlagener Mündungsrand ausgebildet. Die Schale ist verhältnismäßig dünn. Der Kiefer der Radula weist nur wenige, aber deutliche Rippen auf, oder ist glatt mit einem medianen Vorsprung. Ein Diverticulum kann vorhanden sein oder fehlen. Der Liebespfeilapparat besteht auf einem Sack mit zwei Drüsen. Der Liebespfeil ist im Querschnitt rund oder elliptisch.

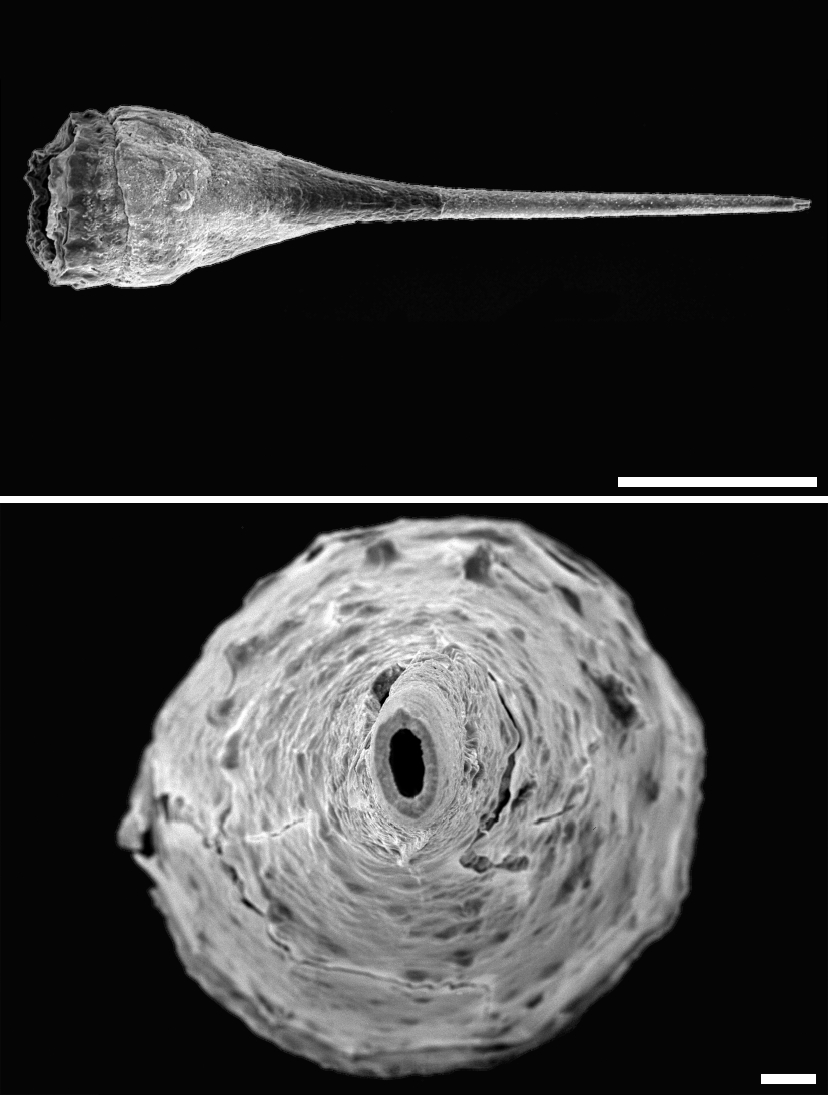
Liebespfeil von Xerarionta kellettii, oben: Seitenansicht, Maßstab = 500 μm; unten: Querschnitt durch den Liebespfeil, Maßstab = 50 μm.

## Vorkommen, Lebensweise und Verbreitung
Die Arten der Familie leben ausschließlich in Mexiko und den US-Bundesstaaten Kalifornien, Arizona, New Mexico, Texas und Colorado. Sie bevorzugen meist aride Gebiete von den Küstenregionen bis oft in große Höhen.

## Systematik
Der Umfang der Familie ist umstritten. Sie war ursprünglich wesentlich größer und beinhaltete auch die Gattungen der Familien Cepolidae, Monadeniidae und Humboldtianidae, sowie einige Unterfamilien, die heute anderen Familien zugewiesen werden. Daher variieren die Definitionen und angegebenen Verbreitungsgebiete dieser Familie oft erheblich. Die Unterfamilien Micrariontinae Schileyko, 1991 und Sonorellinae Pilsbry, 1939 werden von Schileyko (2004) zur Familie Xanthonychidae gestellt. In Bouchet & Rocroi (2005) sind sie dagegen unter der Familie Helminthoglytidae aufgeführt. Schileyko (2004) stellt wiederum die Familie "Cepolidae Ihering, 1909" (Name ungültig) als Unterfamilie zu den Helminthoglyptidae. Dem wird hier nicht gefolgt; auch die Tribusgliederung der Unterfamilie Helminthoglyptinae von Schileyko (2004) wird hier nicht aufgeführt. Die Unterfamilie Eremariontinae Schileyko, 1991 wird von Bouchet & Rocroi (2005) in die Synonymie von Helminthoglyptinae gestellt. Sie umfasst alle Gattungen der Helminthoglyptinae mit Ausnahme von Helminthoglypta.
- Familie Helminthoglyptidae  Pilsbry, 1939
  - Unterfamilie Helminthoglyptinae Pilsbry, 1939
    - Gattung Helminthoglypta Ancey, 1887 (mit den Untergattungen Helminthoglypta (Helminthoglypta) Ancey, 1887, Helminthoglypta (Charadotes) Pilsbry, 1939, Helminthoglypta (Rothelix) W. Miller, 1985, Helminthoglypta (Coyote) Reeder & Roth, 1988 und Helminthoglypta (Noyo) Roth, 1996)
    - Gattung Eremarionta Pilsbry, 1913
    - Gattung Cahuillus Roth, 1996
    - Gattung Eremariontoides W. Miller, 1981
    - Gattung Greggelix W. Miller, 1981
    - Gattung Martirelix W. Miller, 1981
    - Gattung Herpeteros Berry, 1947
    - Gattung Sonorelix Berry, 1943

  - Unterfamilie Micrariontinae Schileyko, 1991
    - Gattung Micrarionta Ancey, 1880 (mit Untergattungen Micrarionta (Micrarionta) Ancey, 1880, Micrarionta (Nicolenea) Roth, 1996 und Micrarionta (Chamaearionta) Berry, 1930)
    - Gattung Plesarionta Pilsbry, 1939
    - Gattung Xerarionta Pilsbry, 1913

  - Unterfamilie Sonorellinae Pilsbry, 1939
    - Gattung Sonoranax Pilsbry, 1939
    - Gattung Mohavelix Berry, 1943
    - Gattung Sonorella Pilsbry, 1900
    - Gattung Maricopella Roth, 1996
    - Gattung Masculus Pilsbry, 1900
    - Gattung Myotophallus Pilsbry, 1939

## Phylogenie
Die Familie Helminthoglyptidae ist nach Koene und Schulenberg (2005) die Schwestergruppe der Humboldtianidae. Helminthoglyptidae und Humboldtianidae bilden zusammen ein Monophylum, das die Schwestergruppe der Monadeniidae darstellt.
|  | \| \| Helminthoglyptidae \| \| \| \| \| \| Humboldtianidae \| \| \| \| |
|  |                                                                        |
|  | Monadeniidae                                                           |
|  |                                                                        |
|  | Helminthoglyptidae                                                     |
|  |                                                                        |
|  | Humboldtianidae                                                        |
|  |                                                                        |

|  | Helminthoglyptidae |
|  |                    |
|  | Humboldtianidae    |
|  |                    |

|  | \| \| Helminthoglyptidae \| \| \| \| \| \| Humboldtianidae \| \| \| \| |
|  |                                                                        |
|  | Monadeniidae                                                           |
|  |                                                                        |
|  | Helminthoglyptidae                                                     |
|  |                                                                        |
|  | Humboldtianidae                                                        |
|  |                                                                        |

|  | Helminthoglyptidae |
|  |                    |
|  | Humboldtianidae    |
|  |                    |

|  | \| \| Helminthoglyptidae \| \| \| \| \| \| Humboldtianidae \| \| \| \| |
|  |                                                                        |
|  | Monadeniidae                                                           |
|  |                                                                        |
|  | Helminthoglyptidae                                                     |
|  |                                                                        |
|  | Humboldtianidae                                                        |
|  |                                                                        |

|  | Helminthoglyptidae |
|  |                    |
|  | Humboldtianidae    |
|  |                    |

|  | \| \| Helminthoglyptidae \| \| \| \| \| \| Humboldtianidae \| \| \| \| |
|  |                                                                        |
|  | Monadeniidae                                                           |
|  |                                                                        |
|  | Helminthoglyptidae                                                     |
|  |                                                                        |
|  | Humboldtianidae                                                        |
|  |                                                                        |

|  | Helminthoglyptidae |
|  |                    |
|  | Humboldtianidae    |
|  |                    |